# Gerard Radnitzky
Gerard Alfred Karl Norbert Maria Hans Radnitzky (* 2. Juli 1921 in Znaim, Südmähren, Tschechoslowakei; † 11. März 2006 in Korlingen) war ein deutsch-schwedischer Professor für Wissenschaftstheorie.

## Leben
Am Znaimer Gymnasium machte Radnitzky sein Abitur. Während des Zweiten Weltkrieges diente er bei der Luftwaffe der Wehrmacht als Pilot, zuletzt auch auf dem Jagdbomber Me 262. Im April 1945 desertierte er nach Schweden, wo er den Großteil seines Lebens verbrachte und die schwedische Staatsangehörigkeit erwarb. Er begann dort ein Studium der Psychologie und Statistik, beendete dieses allerdings nicht. Stattdessen erwarb er an der Universität Stockholm das kandidatexamen (vergleichbar mit einem Bachelor) an der Universität Göteborg das licentiatexamen (eine Stufe vor dem Doktor) in angewandter Philosophie und docent (Habilitation) in der Wissenschaftstheorie.
Radnitzky war ordentlicher Professor für Wissenschaftstheorie an der Ruhr-Universität Bochum und an der Universität Trier.
Radnitzky war Mitherausgeber der Zeitschrift Aufklärung und Kritik
und publizierte dort und in weiteren Fachzeitschriften sowie im paläolibertären Monatsmagazin eigentümlich frei und der rechtskonservativen Wochenzeitung Junge Freiheit.
In seinen dortigen Beiträgen beklagte er den „Schuldkult der Deutschen“, den „sudetendeutschen Holocaust“, bezeichnete Churchill und Eisenhower als „Kriegsverbrecher und Massenmörder“. Nach seinem Geschichtsverständnis war das Münchner Abkommen die „Korrektur eines der Fehler des Versailler Vertrags“ und nur der „zähe Widerstand an der Ostfront“ hätte „den Rand Europas vor dem sowjetischen Totalitarismus“ bewahrt.

## Schriften (Auswahl)
- Contemporary schools of metascience. Zwei Bände  (= Studies in the theory of science, Bd. 2 u. 3). Akademiförlaget, Göteborg 1968 (= Dissertation Universität Göteborg).
- Was kann Wissenschaftsforschung zur theoretischen Grundlegung der Wissenschaftspolitik beitragen? In: Kölner Zeitschrift für Soziologie und Sozialpsychologie, Bd. 26 (1974), S. 801–818.
- Die Sein-Sollen-Unterscheidung als Voraussetzung der liberalen Demokratie. In: Kurt Salamun (Hrsg.): Sozialphilosophie als Aufklärung. Festschrift für Ernst Topitsch. Mohr, Tübingen 1979, S. 459–493, ISBN 978-3-16-241552-3.
- Gibt es objektive Kriterien für den Fortschritt der Wissenschaft? Induktivismus, Falsifikationismus, Relativismus. In: ders. (Hrsg.): Fortschritt und Rationalität in der Wissenschaft. Mohr, Tübingen 1980, S. 3–24, ISBN 3-16-241632-9.
- Theorienbegründung oder begründete Theorienpräferenz. In: Ebd., S. 317–372.
- Der politische Wert der nichtpolitisierten Wissenschaft. In: Michael Zöller (Hrsg.): Aufklärung heute. Bedingungen unserer Freiheit. Ed. Interfromm, Zürich 1980, S. 99–115, ISBN 3-7201-5126-3.
- Wertfreiheitsthese: Wissenschaft, Ethik und Politik. In: ders. (Hrsg., mit Gunnar Andersson): Voraussetzungen und Grenzen der Wissenschaft (= Die Einheit der Gesellschaftswissenschaften, Bd. 25). Mohr, Tübingen 1981, S. 47–128, ISBN 3-16-942722-9.
- Die Unfähigkeit zur ideologischen Auseinandersetzung. In: Leo Gabriel (Hrsg.): Die I-Waffen. Information im Kräftespiel der Politik. Herbig, München 1982, S. 9–90, ISBN 3-8004-1029-X.
- Das Verhältnis von individuellen Freiheitsrechten und Sozialrechten. In: ders. (Hrsg., mit Lothar Bossle): Selbstgefährung der offenen Gesellschaft. Naumann, Würzburg 1982, S. 63–126, ISBN 3-88567-025-9.
- Die Evolution der Erkenntnisfähigkeit, des Wissens und der Institutionen. In: Rupert J. Riedl (Hrsg.): Evolution und Menschenbild. Hoffmann und Campe, Hamburg 1983, S. 82–120, ISBN 3-455-08719-1.

- An Economic Theory of the Rise of Civilization and its Policy Implications: Hayek's Account Generalized. In: ORDO – Jahrbuch für die Ordnung von Wirtschaft und Gesellschaft. Bd. 38 (1987), S. 47–90.
- Hrsg. (mit Helmut Seiffert): Handlexikon zur Wissenschaftstheorie. Ehrenwirth, München 1989, ISBN 3-431-02616-8.
- Marktwirtschaft: frei oder sozial? In: ders. (Hrsg., mit Hardy Bouillon): Ordnungstheorie und Ordnungspolitik. Springer, Berlin 1991, S. 47–76, ISBN 0-387-54357-0.
- Die Universität als ordnungspolitisches Problem. In: Hardy Bouillon (Hrsg.): Die ungewisse Zukunft der Universität. Duncker & Humblot, Berlin 1991, S. 9–58, ISBN 978-3-428-07006-0.
- Die historische Tragödie des deutschen Liberalismus, Frankfurter Allgemeine Zeitung, 24. November 1999.
- Mit Philipp Egert: Eine wirkliche Geschichtslüge: FDR und Pearl Harbor. (Memento vom 6. Februar 2004 im Internet Archive) In: eigentümlich frei. Nr. 17, September 2001, S. 29–31 (PDF-Datei; 71 kB).
- Das verdammte 20. Jahrhundert. Erinnerungen und Reflexionen eines politisch Unkorrekten. Olms, Hildesheim 2006, ISBN 3-487-08460-0.

## Festschriften
- Gunnar Andersson (Hrsg.): Rationality in science and politics. [to Gerard Radnitzky on his 60. birthday] (= Boston studies in the philosophy and history of science, Bd. 79). Reidel, Dordrecht 1984, ISBN 90-277-1575-0.

- Gunnar Andersson (Hrsg.): Wissenschaftstheorie und Wissenschaften. Festschrift für Gerard Radnitzky aus Anlass seines 70. Geburtstages (= Erfahrung und Denken, Bd. 74). Duncker & Humblot, Berlin 1991, ISBN 3-428-07148-4.

- Hardy Bouillon (Hrsg.): Libertarians und liberalism. Essays in honour of Gerard Radnitzki. Avebury, Aldershot 1996, ISBN 1-85972-460-4.

- Hardy Bouillon (Hrsg.): Do Ideas Matter? Essays in Honour of Gerard Radnitzky. CNE, Brüssel Juli 2001.